# The Six Triple Eight
The Six Triple Eight é um filme de drama de guerra estadunidense de 2024 escrito e dirigido por Tyler Perry, que conta a história do 6888.º Batalhão do Diretório Postal Central, um batalhão exclusivamente negro e feminino, na Segunda Guerra Mundial. É baseado no artigo "Fighting a Two-Front War" de Kevin M. Hymel. O filme apresenta um elenco, incluindo Kerry Washington, Ebony Obsidian, Milauna Jackson, Shanice Shantay, Sarah Jeffery, Pepi Sonuga, Gregg Sulkin, Susan Sarandon, Dean Norris, Sam Waterston, Kylie Jefferson, Moriah Brown e Oprah Winfrey.
The Six Triple Eight foi lançado em cinemas selecionados em 6 de dezembro de 2024. A música principal do filme, "The Journey", foi indicada para melhor canção original no 97º Oscar.

## Enredo
Uma mãe da Virgínia Ocidental espera diariamente por notícias de seus dois filhos servindo no exterior. Enquanto isso, os amigos de infância Lena e Abram enfrentam a dificuldade de seu romance em desenvolvimento (Lena é negra e Abram é judeu) na Filadélfia dos anos 1940, enquanto ele se prepara para ser destacado. Como Abram morre logo após se tornar um piloto oficial, Lena, de coração partido, promete se alistar após a formatura.

## Elenco
- Kerry Washington como Major Charity Adams
- Ebony Obsidian como Lena Derriecott Bell King
- Dean Norris como General Halt
- Sam Waterston como Franklin Roosevelt
- Oprah Winfrey como Mary McLeod Bethune
- Susan Sarandon como Eleanor Roosevelt
- Milauna Jackson como Captain Noel Campbell
- Kylie Jefferson como Bernice Baker
- Shanice Shantay como Johnnie Mae Burton
- Sarah Jeffery como Dolores Washington
- Pepi Sonuga como Elaine White
- Sarah Helbringer como Mary Kathryn
- Jay Reeves como Private Hugh Bell
- Jeanté Godlock como Vera Scott
- Moriah Brown como  Inez Bright
- Gregg Sulkin como Abram David
- Donna Biscoe como Emma Derriecott
- Baadja-Lyne Odums como Susie
- Jeffery Thomas Johnson como Colonel Davenport
- Nick Harris como Chaplain Clemens

## Produção
Foi anunciado em dezembro de 2022 que Tyler Perry escreveria e dirigiria o filme The Six Triple Eight para a Netflix. O filme é baseado no artigo do historiador Kevin M. Hymel, "Fighting a Two-Front War", publicado na edição de fevereiro de 2019 da revista WWII History. Em janeiro de 2023, o elenco, incluindo Kerry Washington, Sam Waterston, Susan Sarandon e Oprah Winfrey foi anunciado, com Washington também se juntando como produtor executivo.
As filmagens começaram em 17 de janeiro de 2023, em Atlanta. A produção também ocorreu em Little Germany, Bradford e no Imperial War Museum Duxford em fevereiro. As filmagens ocorreram em Cedartown, Geórgia, em 28 de março de 2023.
The Six Triple Eight tem um orçamento de US$ 70 milhões, tornando-se a maior produção de Perry e a mais cara até hoje.

## Lançamento
Em fevereiro de 2024, Six Triple Eight foi relatado como parte do calendário de lançamentos de 2024 da Netflix, com uma data específica ainda a ser anunciada. Em agosto de 2024, a Netflix anunciou que o filme, agora intitulado The Six Triple Eight, seria lançado em um lançamento limitado nos cinemas em 6 de dezembro de 2024, com um lançamento em streaming duas semanas depois, em 20 de dezembro na Netflix.
A obra acumulou 52,4 milhões de visualizações nas primeiras quatro semanas na Netflix, tornando-se o filme mais assistido de Tyler Perry no serviço até o momento. O drama histórico também aumentou a audiência dos outros quatro filmes de Perry na Netflix, como Mea Culpa, A Jazzman's Blues de 2022, A Madea Homecoming e A Fall from Grace de 2020 em mais de 45% desde que The Six Triple Eight começou a ser transmitido em 20 de dezembro. Além disso, o filme alcançou o Top 10 em mais de 85 países, o maior número de qualquer filme que ele fez para o serviço de streaming.